# 下七張犁
下七張犁，是臺灣臺中市西屯區的一個傳統地域名稱，位於該區西南部。相較於今日行政區，其範圍大致包括福恩里西南端、協和里不含西南部凸出部分。

## 歷史
台灣清治末期至日治初期，下七張犁地區為一街庄，稱為「下七張犁庄」，隸屬於捒東下堡。該庄西北與井仔頭庄、新庄仔庄為鄰，東北與水堀頭庄為鄰，東南邊為馬龍潭庄，西南邊為知高庄。
1901年（日治明治三十四年）11月，全台廢縣廳改設二十廳，該庄隸屬於臺中廳。1903年（明治三十六年）6月，該庄編入「西大墩區」，隸屬於臺中廳。1909年（明治四十二年）10月，合併二十廳為十二廳，西大墩區隸屬不變。1920年（大正九年），全台地方制度大改正，廢十二廳改設五州二廳，該庄改制為「下七張犁」大字，隸屬於臺中州大屯郡西屯庄。
戰後西屯庄改制為西屯鄉，隸屬於臺中縣，大字亦改制為村。1947年2月，西屯鄉併入臺中市改稱西屯區，村亦改制為里。1950年10月，中、彰、投分治，西屯區仍隸屬臺中市。2010年12月，臺中縣市合併為直轄臺中市，西屯區隸屬不變。

## 聚落
本地區發展較早的聚落有下七張犁、下過溪、上過溪、大厝等，在日治期初期的官方地圖上已有記載。此外，本地區尚有虎寮埔聚落。

## 交通
國道1號又稱「中山高速公路」，是台灣西部兩條縱向高速公路之一，大致以北北東—南南西走向轉縱向蜿蜒經過下七張犁地區東南端邊界地帶。境內未設交流道，北側最近的是省道台12線交會口的臺中交流道，南側最近的是市道136號交會口的南屯交流道。由此等可快速前往國道1號沿線各地。
省道台12線（台灣大道五段～四段）是梧棲港至台鐵台中車站的平面幹道，大致先以西北西—東南東走向轉西南西—東北東走向經過本地區東北部邊界的最西北側，再以西北西—東南東走向經過本地區東北部邊界外不遠處。由該道路向西北西可前往龍井東北端、沙鹿、梧棲並止於省道台17線路口，向東南東前往西屯市區、台中市區並止於台鐵台中車站前。
市道125號（安和路）是大雅至鳥日區成功的道路，大致以北北東—南南西走向轉北偏東—南偏西走向經過本地區東南部。由該道路向北北東可前往水堀頭、林厝、下橫山、大雅市區並止於省道台1乙線路口，向南偏西可前往南屯、烏日並止於省道台1乙線另一路口。
市道136號（向上路五段）是臺中市龍井區至南投縣國姓鄉龜溝的道路，大致以北偏東—南偏西走向經過本地區極西點。由該道路向北偏東轉西北西再轉北北西經國道3號龍井交流道後可前沙鹿西南部、梧棲與龍井交界地帶並止於省道台17線路口，向南偏西轉東南蜿蜒而行可前往大肚東北部邊界地帶、南屯、台中市區、太平、國姓並止於省道台14線路口。

## 學校
- 協和國小

## 文化資產
- 張家祖廟（市定古蹟）

## 產業
- 臺中工業區（北大半部）